# Lechia Gdańsk w sezonie 1982/1983
Sezon 1982/1983 był 39. sezonem w historii Lechii Gdańsk. W tym sezonie Lechia występowała w III lidze.
W tym sezonie Lechia została zwycięzcą w Pucharze Polski (Pierwszy Puchar Polski w historii klubu), uzyskała tym samym prawo gry w Pucharze Zdobywców Pucharów 1983/1984.

## III liga

### Wyniki
| Data       | Gospodarze          | Wynik | Goście              | Źródło |
| ---------- | ------------------- | ----- | ------------------- | ------ |
| 07.08.1982 | Czarni Słupsk       | 0 - 1 | Lechia Gdańsk       | [ 1 ]  |
| 15.08.1982 | Lechia Gdańsk       | 1 - 0 | Wielim Szczecinek   | [ 2 ]  |
| 21.08.1982 | Lechia Gdańsk       | 1 - 1 | Zawisza Bydgoszcz   | [ 3 ]  |
| 29.08.1982 | Pomowiec Gronowo    | 0 - 3 | Lechia Gdańsk       | [ 4 ]  |
| 05.09.1982 | Lechia Gdańsk       | 5 - 0 | Polonia Piła        | [ 5 ]  |
| 12.09.1982 | Gwardia Koszalin    | 1 - 1 | Lechia Gdańsk       | [ 6 ]  |
| 19.09.1982 | Lechia Gdańsk       | 1 - 1 | Stoczniowiec Gdańsk | [ 7 ]  |
| 26.09.1982 | Wisła Tczew         | 1 - 3 | Lechia Gdańsk       | [ 8 ]  |
| 03.10.1982 | Lechia Gdańsk       | 0 - 0 | Polonia Bydgoszcz   | [ 9 ]  |
| 09.10.1982 | MRKS Gdańsk         | 0 - 1 | Lechia Gdańsk       | [ 10 ] |
| 17.10.1982 | Lechia Gdańsk       | 6 - 1 | Elana Toruń         | [ 11 ] |
| 24.10.1982 | Wda Świecie         | 0 - 1 | Lechia Gdańsk       | [ 12 ] |
| 31.10.1982 | Lechia Gdańsk       | 2 - 0 | Wełna Rogoźno       | [ 13 ] |
| 27.03.1983 | Lechia Gdańsk       | 2 - 1 | Czarni Słupsk       | [ 14 ] |
| 02.04.1983 | Wielim Szczecinek   | 1 - 4 | Lechia Gdańsk       | [ 15 ] |
| 09.04.1983 | Zawisza Bydgoszcz   | 0 - 0 | Lechia Gdańsk       | [ 16 ] |
| 16.04.1983 | Lechia Gdańsk       | 2 - 0 | Pomowiec Gronowo    | [ 17 ] |
| 23.04.1983 | Polonia Piła        | 1 - 5 | Lechia Gdańsk       | [ 18 ] |
| 01.05.1983 | Lechia Gdańsk       | 3 - 1 | Gwardia Koszalin    | [ 19 ] |
| 07.05.1983 | Stoczniowiec Gdańsk | 0 - 2 | Lechia Gdańsk       | [ 20 ] |
| 15.05.1983 | Lechia Gdańsk       | 1 - 0 | Wisła Tczew         | [ 21 ] |
| 22.05.1983 | Polonia Bydgoszcz   | 0 - 0 | Lechia Gdańsk       | [ 22 ] |
| 29.05.1983 | Lechia Gdańsk       | 2 - 0 | MRKS Gdańsk         | [ 23 ] |
| 05.06.1983 | Elana Toruń         | 0 - 0 | Lechia Gdańsk       | [ 24 ] |
| 12.06.1983 | Lechia Gdańsk       | 5 - 0 | Wda Świecie         | [ 25 ] |
| 19.06.1983 | Wełna Rogoźno       | 0 - 3 | Lechia Gdańsk       | [ 26 ] |

### Tabela
| Poz.           | Klub                           | M   | Pkt. | Bramki | Bramki | Bramki | Mecze | Mecze | Mecze | Uwagi                     |
| Poz.           | Klub                           | M   | Pkt. | zdo.   | str.   | róż.   | zwy.  | rem.  | por.  | Uwagi                     |
| -------------- | ------------------------------ | --- | ---- | ------ | ------ | ------ | ----- | ----- | ----- | ------------------------- |
| 1              | Lechia Gdańsk (S)              | 26  | 45   | 55     | 9      | +46    |       |       |       | awans do II ligi          |
| 2              | Stoczniowiec Gdańsk (S)        | 26  | 38   | 46     | 23     | +23    |       |       |       |                           |
| 3              | Polonia Bydgoszcz              | 26  | 31   | 57     | 19     | +38    |       |       |       |                           |
| 4              | Zawisza Bydgoszcz (S)          | 26  | 31   | 39     | 26     | +13    |       |       |       |                           |
| 5              | Wda Świecie (B)                | 26  | 31   | 42     | 41     | +1     |       |       |       |                           |
| 6              | Gwardia Koszalin               | 26  | 28   | 38     | 28     | +10    |       |       |       |                           |
| 7              | Elana Toruń (B)                | 26  | 26   | 37     | 39     | -2     |       |       |       |                           |
| 8              | MRKS Gdańsk (B)                | 26  | 25   | 31     | 35     | -4     |       |       |       |                           |
| 9              | Czarni Słupsk (B)              | 26  | 24   | 38     | 43     | -5     |       |       |       |                           |
| 10             | Wisła Tczew                    | 26  | 24   | 31     | 37     | -6     |       |       |       |                           |
| 11             | Wielim Szczecinek (B)          | 26  | 23   | 38     | 33     | +5     |       |       |       | spadek do klasy okręgowej |
| 12             | Pomowiec Gronowo Elbląskie (B) | 26  | 22   | 39     | 37     | +2     |       |       |       | spadek do klasy okręgowej |
| 13             | Polonia Piła                   | 26  | 9    | 23     | 78     | -55    |       |       |       | spadek do klasy okręgowej |
| 14             | Wełna Rogoźno (B)              | 26  | 7    | 22     | 88     | -66    |       |       |       | spadek do klasy okręgowej |
| Tabela końcowa | Tabela końcowa                 | 364 | 364  | 536    | 536    |        |       |       |       |                           |

## Puchar Polski

### II Runda
| Drużyna 1       | Wynik   | Drużyna 2     |
| --------------- | ------- | ------------- |
| Start Radziejów | 2:3 pd. | Lechia Gdańsk |

### III Runda
| Drużyna 1     | Wynik | Drużyna 2      |
| ------------- | ----- | -------------- |
| Lechia Gdańsk | 2:1   | Olimpia Elbląg |

### 1/16 Finału
| Drużyna 1     | Wynik          | Drużyna 2   |
| ------------- | -------------- | ----------- |
| Lechia Gdańsk | 1:1 pd. k. 5:4 | Widzew Łódź |

### 1/8 Finału
| Drużyna 1     | Wynik   | Drużyna 2     |
| ------------- | ------- | ------------- |
| Lechia Gdańsk | 3:0 pd. | Śląsk Wrocław |

### Ćwierćfinał
| Drużyna 1     | Wynik | Drużyna 2          |
| ------------- | ----- | ------------------ |
| Lechia Gdańsk | 1:0   | Zagłębie Sosnowiec |

### Półfinał
| Drużyna 1     | Wynik          | Drużyna 2    |
| ------------- | -------------- | ------------ |
| Lechia Gdańsk | 0:0 pd. k. 4:3 | Ruch Chorzów |

### Finał

#### Przebieg meczu
Mecz odbył się 22 czerwca 1983 roku o godz. 17:00 na Stadion XXXV-lecia PRL w Piotrkowie Trybunalskim. Sędzią głównym spotkania był Edward Norek. Mecz był bardzo wyrównany. Wynik meczu został otwarty już w 9. minucie, kiedy po wykonaniu rzutu rożnego wykonanego przez zawodnika drużyny Biało-Zielonych, Dariusza Raczyńskiego, Krzysztof Górski przejął piłkę, potem niegroźnym pozornie strzałem w stronę bramki pokonał zasłoniętego bramkarza drużyny przeciwnej, Jana Szczecha.
Wkrótce Piast Gliwice przejęli inicjatywę, mając przez kilkanaście minut przewagę w grze, jednak ich nerwowość oraz dobra gra w bloku drużyny przeciwnej, stanęły na przeszkodzie realizacji ich celów. W 39. minucie zawodnik drużyny Biało-Zielonych, Marek Kowalczyk ograł w prosty sposób obrońcę drużyny przeciwnej, Jana Mirkę i na polu karnym zdobył gola na 2:0.
W 42. minucie natarcie zawodnika drużyny Piasta Gliwice, Andrzeja Sliza zostało w nieprzepisowy sposób zatrzymane i za podcięcie go przez Lecha Kulwickiego, Edward Norek podyktował rzut karny, którego wykorzystał kapitan Piasta Gliwice, Ryszard Kałużyński.
Potem było jeszcze kilka ciekawych okazji na zdobycie gola, jednak wynik meczu nie uległ zmianie.

#### Szczegóły meczu
| 22 czerwca 1983 17:00 | Lechia Gdańsk · Górski 9' · Kowalczyk 39' | 2:1Raport | Piast Gliwice · 42' (k.) Kałużyński | Stadion XXXV-lecia PRL, Piotrków Trybunalski Widzów: 17 000 Sędzia: Edward Norek (Kraków) |
|                       |                                           |           |                                     |                                                                                           |

| Lechia Gdańsk:      |  |                   |  |     |
|                     |  |                   |  |     |
| BR                  |  | Tadeusz Fajfer    |  |     |
| OB                  |  | Andrzej Marchel   |  |     |
| OB                  |  | Lech Kulwicki     |  |     |
| OB                  |  | Andrzej Salach    |  |     |
| PO                  |  | Dariusz Raczyński |  |     |
| PO                  |  | Zbigniew Kowalski |  | 40' |
| PO                  |  | Dariusz Wójtowicz |  |     |
| PO                  |  | Jacek Grembocki   |  |     |
| NA                  |  | Marek Kowalczyk   |  |     |
| NA                  |  | Krzysztof Górski  |  |     |
| NA                  |  | Ryszard Polak     |  | 65' |
| Zmiany:             |  |                   |  |     |
| PO                  |  | Roman Józefowicz  |  | 40' |
| NA                  |  | Jarosław Klinger  |  | 65' |
| Trener:             |  |                   |  |     |
| Jerzy Jastrzębowski |  |                   |  |     |

| Piast Gliwice:   |  |                     |  |     |
|                  |  |                     |  |     |
| BR               |  | Jan Szczech         |  |     |
| OB               |  | Henryk Pałka        |  |     |
| OB               |  | Ryszard Kałużyński  |  |     |
| OB               |  | Adam Wilczek        |  |     |
| OB               |  | Jan Mirka           |  |     |
| PO               |  | Andrzej Sliz        |  |     |
| PO               |  | Marcin Żemajtis     |  |     |
| PO               |  | Zbigniew Żurek      |  |     |
| PO               |  | Marian Czernohorski |  |     |
| NA               |  | Marek Majka         |  |     |
| NA               |  | Marian Brzezoń      |  | 76' |
| Zmiany:          |  |                     |  |     |
| NA               |  | Henryk Tkocz        |  | 76' |
| Trener:          |  |                     |  |     |
| Teodor Wieczorek |  |                     |  |     |

| Puchar Polski w piłce nożnej 1982/1983 Zwycięzcy |
| ------------------------------------------------ |
| Lechia Gdańsk 1. Tytuł                           |

Lechia Gdańsk triumfowała w rozgrywkach, będąc tym samym pierwszą drużyną z trzeciej klasy rozgrywkowej triumfującą w tych rozgrywkach.

## Bilans meczów
| Rozgrywki     | Mecze | Wygrane | Remisy | Przegrane | Bramki strzelone | Bramki stracone |
| ------------- | ----- | ------- | ------ | --------- | ---------------- | --------------- |
| III liga      | 26    | 19      | 7      | 0         | 55               | 9               |
| Puchar Polski | 7     | 7       | 0      | 0         | 19               | 10              |
| Suma          | 34    | 26      | 7      | 0         | 74               | 19              |